# Toni (1935)
Toni is een Franse dramafilm uit 1935 onder regie van Jean Renoir.

## Verhaal
De jonge Italiaan Toni komt aan in Frankrijk en vindt werk in een groeve. Hij vindt onderdak bij Marie, die verliefd wordt op hem. Toni is zelf verliefd op Josefa. Wanneer zij echter verkracht wordt door zijn voorman Albert, wil hij haar niet meer. Uiteindelijk trouwt Albert met Josefa en Toni met Marie, maar Josefa en Toni kunnen elkaar niet vergeten.

## Rolverdeling
| Acteur              | Personage      |
| ------------------- | -------------- |
| Charles Blavette    | Antonio Canova |
| Celia Montalván     | Josefa         |
| Édouard Delmont     | Fernand        |
| Max Dalban          | Albert         |
| Jenny Hélia         | Marie          |
| Michel Kovachevitch | Sebastian      |
| Andrex              | Gabi           |